# Lustigknopp
Der Lustigknopp ist ein Berg in der schwedischen Provinz Gävleborgs län und ist die höchste Erhebung der historischen Provinz Gästrikland. Der Berg liegt direkt an der südlichen Grenze von Gävleborgs län, an der Grenze zur Provinz Dalarnas län. Zudem ist Lustigknopp der Grenzpunkt der drei historischen Provinzen Gästrikland, Hälsingland und Dalarna.
Zum Gipfel gibt es einen Wanderweg, der beim Dorf Baståsen in Dalarnas län beginnt.